# Otto von Bismarck
Otto Eduard Leopold von Bismarck (Schönhausen, 1815. április 1. – Friedrichsruh, 1898. július 30.) régi porosz junker családból származó államférfi, aki Ausztria kizárásával, porosz vezetéssel teremtette meg az egységes Németországot, s alapozta meg a kontinentális német dominanciát.
1865-ben gróf (Graf), 1871-ben herceg (Fürst) lett, 1890-es lemondásakor megkapta a Lauenburg hercege (Herzog) nem örökíthető címet. 1862–1871 között Poroszország miniszterelnöke, majd 1871-től a német császárság kancellárja (Reichskanzler). Sikerre vitte a 39 német királyság, fejedelemség, városállam egyesítését. Ezt egymás közötti politikai-hatalmi ellentéteik helyett gazdasági érdekeik előtérbe helyezésével, közös vámunióval kezdte, és több regionális szövetség létrehozásával folytatta. A magát a német ajkú területek vezetőjének tartó Ausztriát diplomáciai manőverekkel izolálta, majd 1866. július 3-án a Königgrätz melletti csatában megverte. A német egységet ellenző Franciaországot 1870–1871-ben háborúban győzték le a poroszok vezette német szövetségesek és Párizs elfoglalása után, 1871. január 18-án a versailles-i kastély tükörtermében kikiáltották a Német Császárságot. Ezzel Poroszország királya I. Vilmos néven német birodalmi császár, Bismarck pedig a birodalom (Reich) első kancellárja lett, és maradt 1890-ig. Vezetésével a második német császárság egységes, gazdaságilag és katonailag erős nagyhatalom lett, ma is ható szociális, társadalombiztosítási és oktatási rendszerrel.
Közismert népszerű elnevezése volt a Vaskancellár.

## Származása, családja
Ősi, de jellegzetes vidéki junker családban született, hat testvére között ő volt a negyedik. Bár családja csak egyszerű nemes volt, mégis IV. Frigyes Vilmos porosz király, amikor 1852-ben követségbe küldte I. Ferenc József császárhoz, megjegyezte, hogy «csaknem több őst számlál mint az én házam, ősei pedig a Hohenzollernekkel vetekedtek vitézségben és fényes tettekben». A junkerek elsősorban keleten élő kisnemesek voltak, többségük maga művelte földjét, kisebb birtokát. Gyakran adománybirtok használói voltak, amit katonai szolgálat fejében kaptak.
Apja, Ferdinand von Bismarck (1771–1845) lovaskapitány családjának ősi birtokát egy Hohenzollern szerezte meg és cserébe Németország északi részén, Schönhausenben adott birtokot. Ez is magyarázza, hogy Ferdinand megvált a porosz hadseregtől, így a napóleoni háborúkban sem vett részt.
Anyja, Luise Wilhelmine Mencken (1789–1839) berlini nagypolgári családjában egyetemi tanár, illetve magas beosztású állami tisztviselő is volt. Luise apja, Anastasius Ludwig Mencken (1752–1801) irányította Nagy Frigyes uralkodása idején a belügyet, a porosz közigazgatás egyik reformálója volt.

## Házassága

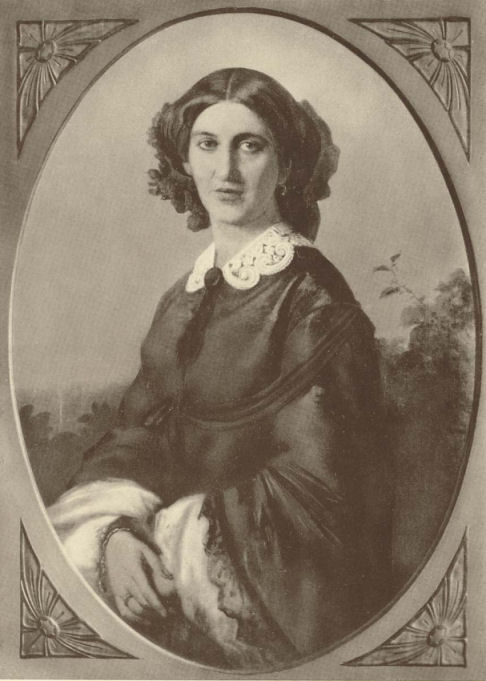
Felesége, Johanna von Puttkamer (1857)

Bismarck korábban Marie von Thaddenhez (1822–1846), Adolf von Thadden-Trieglaff földbirtokos leányához vonzódott, bár ő Bismarck egykori iskolatársával és jóbarátjával, Moritz von Blanckenburg konzervatív képviselővel volt eljegyezve. Marie mutatta be Bismarckot unokanővérének, Johanna von Puttkamernek (1824–1894), Heinrich von Puttkamer (1789–1871) és Luitgarde Agnese von Glasenapp (1799–1863) leányának. Bismarck udvarolni kezdett Johannának, de csak Marie von Thadden váratlan halála (1846. november 10.) után szánta rá magát a döntésre. 1846. karácsonyán Heinrich von Puttkamerhez írt (fennmaradt) levelében Bismarck megkérte a leány kezét.
Az esküvőt 1847. július 28-án tartották a Puttkamer család birtokán, a hátsó-pomerániai Reinfeld bei Rummelsburgban (ma Barnowiec, Lengyelország). Bismarckra ezután erősen hatott neje családjának erős evangelikus érzülete, bár szabad ítéletét vallási kérdésekben is mindig fenntartotta. A Bismarck-házaspárnak három gyermeke született, Marie (1848–1926), Herbert (1849–1904) és Wilhelm (1852–1901).

## Fiatalkora

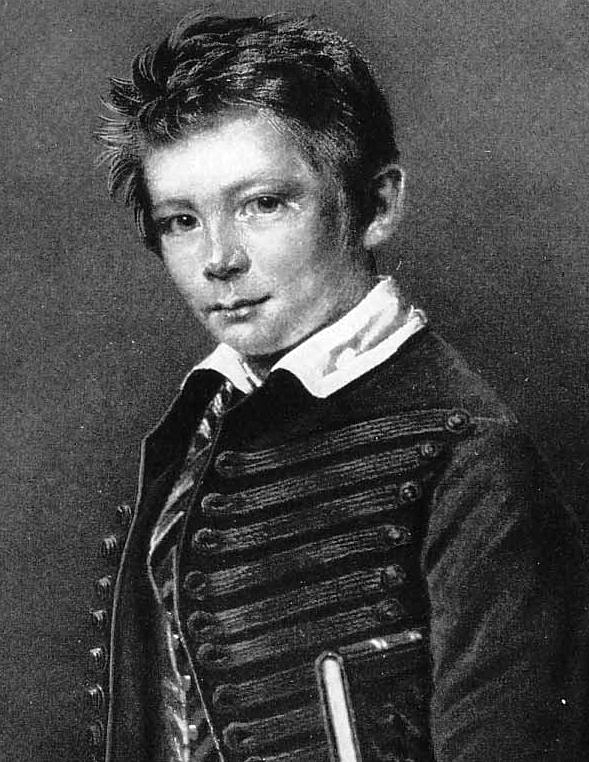
Otto von Bismarck gyermekkorában (Franz Krüger krétarajza, 1826)

A fiatal Bismarck egyénisége kettős hatás alatt fejlődött, hatott rá apja ősiségben a Hohenzollern családdal egyező nemesi büszkesége és anyja polgári racionalitása, műveltsége és érzékenysége. Ezért volt ismert fegyelméről, ugyanakkor közismerten szentimentális, gyakran elérzékenyülő ember volt. Egyévesen a pomerániai Kniephofba, hétéves korában Berlinbe költöztek. Anyja hatására nem kadétiskolában, hanem Berlin legjobb gimnáziumában tanult. Az anyai család révén kapcsolatba került az udvarral is, és életében meghatározó szoros kapcsolat alakult ki a Hohenzollern-ház tagjaival. A göttingeni egyetemen joghallgató volt, később átment a berlini egyetemre, itt államvizsgázott 1835-ben. Egyetemi időszakában számos nővel volt viszonya.

## Politikai pályafutásának kezdete
A napóleoni háborúk után Németországot harminckilenc kisebb államra, városállamra, hercegségre osztották, melyeket a bécsi kongresszuson elsősorban az osztrák kancellár, Metternich sikeres diplomáciai manőverei eredményeként laza szövetség kötött csak össze. A konföderációt az 1815-ben harmincmillió lakosú Habsburg Birodalom vezette. Riválisa, Poroszország harmadannyi lakosával hátrányát a sorozás, és a hároméves kötelező katonai szolgálat bevezetésével próbálta kompenzálni. Bismarck diplomájának megszerzése után előbb a berlini városi bíróság fogalmazója volt, majd rövid idő után átment az államigazgatásba (Aachen városába). Innen 1837-ben kellett távoznia, miután több hölgy társaságában több héttel túllépte kéthetes szabadságát. Később próbált visszatérni az államigazgatásba, egy potsdami hivatalban helyezkedett el, de hamarosan innen is távozott. 1838-ban katonai szolgálatot teljesített. Ezt követően a pomerániai családi birtokot igazgatta bátyjával együtt. Mivel nem elégítette ki a mezőgazdasági tevékenység, élénk társasági életet élt, utazásokat tett Angliába, Franciaországba és Svájcba. 1845-ben eladta a kniephofi birtokot, majd visszaköltözött Schönhausenbe. 1846-ban a szövetkezeti alapon működő jerichowi gáttársaság vezetője lett. 1847-ben váratlanul Berlinbe rendelték a liberálisok által alapítani kívánt parlament helyett összehívott rendi alapú egyesült országgyűlésbe (Vereinigter Landtag) egy visszavonult választott tag helyére. Ide a lovagság képviseletében került be. Erősen konzervatív nézetei, a Hohenzollern-ház egyes tagjaihoz fűződő gyerekkori kapcsolata, de tehetsége révén is a rövid ülés alatt ismertté vált. A liberális irányzattal szemben mint a királyi és rendi előjogok határozott és bátor védője lépett föl. A kozmopolita és humánus német műveltséggel szemben, mely politikai tekintetben egészen francia, angol vagy belga minták után indult, ő a régi porosz katonai és nemesi szellemnek volt képviselője, mely, egyházban és államban a hagyományos erők ápolásától várta a rend biztosítását a forradalom felforgató erejével szemben. Nem annyira a sok tudásnak, mint az erős meggyőződésnek volt embere. Rendtársai fölé különösen az a történeti tudáson alapuló meggyőződése emelte, hogy Poroszország a német nemzet hatalmának letéteményese, és mint olyan, hivatva van egyesíteni az egész nemzetet. Erős teuton érzület nyilvánult meg első beszédében 1847. május 17-én, amikor a franciák elleni háborúnak 1813-ban nem kereste más okát mint azt, hogy «országunkban idegenek parancsoltak».
Az 1848-as európai forradalmak következtében a monarchiák meggyengültek és Berlinben is kitört a forradalom. Erős hadserege ellenére az ingadozó király – engedve a liberális nyomásnak – beleegyezett az általános választójog alapján a porosz és a német parlament összehívásába, Bismarckot azonban ekkor még nem választották meg képviselőnek. A forradalom idején a konzervatívok lapja, a Neue Preußische Zeitung egyik alapítója és rendszeres cikkírója volt. Támogatta az ellenforradalmat és a junkerek tulajdonát, előjogait védő junkerparlament egyik kezdeményezője volt.
1849-ben a porosz parlament második kamarájának tagjává választották. Ebben az időben erősen ellenezte a Poroszország vezető szerepét veszélyeztető, királya által is támogatott német uniós törekvéseket. Egyik levelében kijelentette, hogy természetesnek találta volna, ha a német erő és egység első kitörése célul tűzte volna magának Franciaországtól visszaszerezni Elzászt és a német zászlót tűzni ki a strasbourgi dómra, de azt nem bírja megérteni, hogy a lengyelekért lelkesednek, és azoknak akarják visszaadni a tőlük már elfoglalt területet. Meggyőződése és az a bátorság, mellyel azt védte, már akkor a konzervatív pártnak vezérévé és király kegyeltjévé tették. Ellene volt annak, hogy a porosz király a forradalmi frankfurti parlament kezéből fogadja el a császári koronát. Szószólója volt az Ausztriához való jó viszonynak, és a konzervatív szolidaritás érdekében sajnálta, hogy nem porosz hadsereg segítette diadalra I. Ferenc József újonnan trónra lépő fiatal császár ügyét a cári hadsereg helyett Magyarországon 1849 szeptemberében. De az ő praktikus, csupán hatalmi célok iránt fogékony szelleme épp oly távol állt mind IV. Frigyes Vilmos romantikájától, mind a német liberálisok világjavító ábrándjaitól. Meggyőződése szerint a nép királyhűsége és vallásossága, a katonai képzés és fegyelem legbiztosabb alapjai a porosz dinasztiának, de tisztában volt azzal is, mekkora hatalmat nyújt a modern állam számára mindenre kiterjedő szervezete. Az ő gondolkodásában a középkori, feudális viszonyok visszaállításának nem juthatott hely. A fejlődésnek, mind anyagi, mind szellemi tekintetben nem volt ellensége, csak arra törekedett hogy az ne nőjön ki az állam befolyása alól, és veszedelmessé ne válhasson annak alapjaira nézve. Érzéke a műveltség, a kereskedés, a jog, a nyilvánosság iránt megkülönböztette őt régi elvbarátaitól, és tette őt, kül- és belpolitikai tekintetben hazája legnagyobb reformátorává.
1850-ben a király elérte az Erfurti Szövetség, Unió és a birodalmi parlament megalakulását. A birodalmi parlament létrehozásának ellenzője, Bismarck is tagja (valamint jegyzője) lett. Ebben az évben adta el birtokát és költözött Berlinbe. Az Erfurti Unió fél éven át létezett, az osztrák–porosz háborút követő Olmützben kötött békeszerződéssel feloszlatták és visszaállt a belső (magyar, olasz) forradalmakat leverő, megerősödött Habsburg Birodalom vezette német szövetség. Bismarck győztesnek érezte magát, az olmützi békét porosz érdeknek tartotta, miként, a liberálisok és a forradalmak vereségét is. Elfogadta azonban IV. Frigyes Vilmos porosz király ajánlatát, és ő lett Poroszország küldötte (követe) az új szövetségi parlamentben (Bundestag), Frankfurt am Mainban 1851 augusztusában.
Harminchat évesen, minden gyakorlat nélkül lett a legfontosabb porosz diplomáciai poszt birtokosa. A diétának tizenhét tagja volt, tizenkét nagyobb állam mindegyike egy, a huszonkét kisebb összesen öt megbízottat delegált. Ausztria vezető szerepe ellensúlyozására a kisállamok többségével létrehozta a Német Vámuniót (Zollverein), és évekig megakadályozta az osztrákok csatlakozását. Ezért is vezetett 1852 nyarán első diplomáciai útja Ferenc Józsefhez, aki éppen akkor látogatott először Magyarországra. Így Budán találkoztak, ahol a Szép Juhászné vendéglőben közösen ebédeltek, majd Szolnokot és Kecskemétet is meglátogatta. Magyarországi élményeit igen szemléletesen írja le nejéhez szóló leveleiben.
Végül az osztrákok nélkül létrejött gazdasági szövetség a Német Birodalom, illetve a második császárság alapja lett. A gazdasági szövetség az Északi-tenger felé terelte a kereskedelmi forgalmat, amit erősített a Ruhr-vidéki szénre épülő ipar, Ausztria és más Duna menti országok gazdasága továbbra is gyengébben fejlődött, mint a Lajtán túli részek. Ausztriát politikailag gyengítette a krími háború is, a Bismarck által kierőszakolt semlegesség miatt viszont nem támogathatta az Oszmán Birodalom oldalán küzdő nyugati hatalmakat. Ugyanakkor Oroszország is haragudott, mert Ausztriától végül ultimátumot kapott. Bismarck egyensúly-politikája győzött. Mint konzervatív politikus, inkább Oroszországhoz hajlott, de azért több ízben figyelmeztette kormányát, őrizze meg függetlenségét a cárral szemben is. Ez időtől való jelentései, különösen az 1856. április 26-án keltezett, mutatják, hogy a kisszerű német bonyodalmak épphogy nem fordították el őt a nagy európai viszonyok megismerésétől és helyes megítélésétől. Megjósolta az orosz-francia közeledést, mint természetes folyományát annak, hogy e két állam között semmilyen téren nincs érdekütközés. A porosz állam előnyét abban látta, hogy szabadon szövetkezhet minden hatalommal, még Franciaországgal is, melynek hatalmát s befolyását igen nagyra tartotta. Belső politikai tekintetben híve maradt az uralkodó konzervatív pártnak, és e párt lapjának, a Kreuzzeitungnak, hosszú időn át szorgalmas munkatársa volt. Már akkor kitűnt, hogy milyen jól tudja felhasználni a sajtót.

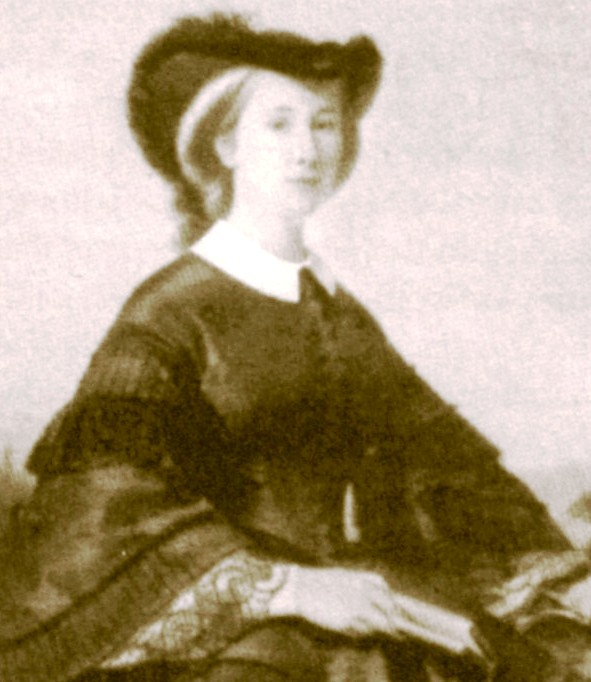
Katharina Orlowa

1858-ban a konzervatív Frigyes Vilmos súlyosbodó elmebaja miatt öccse, Vilmos (a későbbi I. Vilmos német császár) lett a régens, aki liberális elveket vallott. Az akkor konzervatív Bismarckot Vilmos 1859-ben nagykövetnek Szentpétervárra küldte. Itt könnyebb dolga volt, nevezetesen a hagyományos orosz barátság ápolása. Bensőséges viszonyba került a cári udvarral. Eközben otthon alkotmányos válság alakult ki. A több éves belpolitikai krízis oka a porosz magatartás az észak-olasz osztrák területekért Ausztria és Franciaország (meg Szardínia) közötti vitában és ennek okán szükségesnek mutatkozó haderő- és pénzügyi reform. A régens Bismarcknak többször felajánlotta a miniszterelnöki posztot, ő azonban az elfogadást külpolitikai teljhatalomhoz kötötte. Feltételét nem teljesítették, félve erős osztrák-ellenességétől, így inkább Párizsba küldték nagykövetnek 1862 májusában, ahol meg tudta nyerni III. Napóleon császár rokonszenvét. Amíg Párizsban tartózkodott, bizalmas viszonyba került Jekatyerian Orlova-Trubeckajával. Ezt a viszonyt (amely az utolsó volt kalandokkal teli életében) Bismarck felesége tűrte. Szeptember 22-én porosz miniszterelnöknek, két hét múlva a külügyminiszternek is kinevezte Vilmos.

## Poroszország miniszterelnökeként

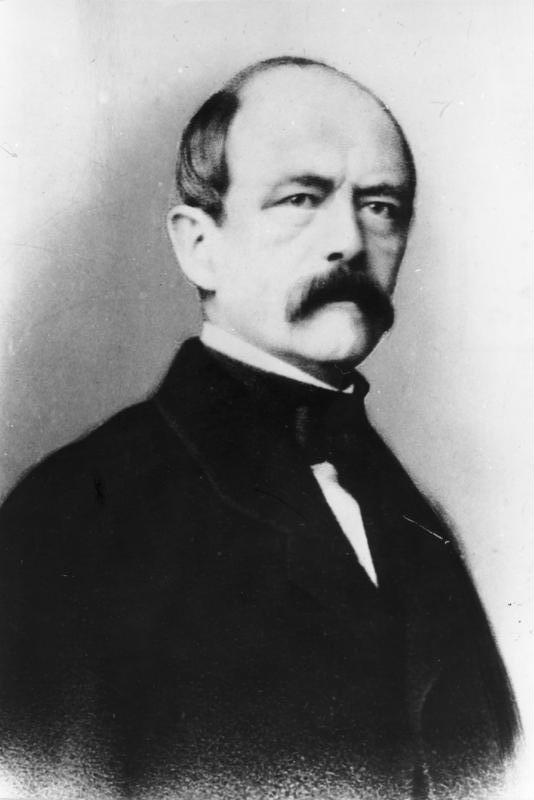
Otto von Bismarck 1862 körül

Első parlamenti beszéde kezdetén egy olajágat mutatott fel a béke szimbólumaként, amivel egyben Orlova hercegnőre emlékezett. Tőle kapta búcsúzóul a szentimentális "vasember". Azt akarta elérni, hogy Németországot ne Ausztria, hanem Poroszország vezesse. De ehhez rendet kellett teremteni a belpolitikában.
Azonnal hozzákezdett a katonai reform keresztülviteléhez, de a liberális és haladó párti többségnél, mely a költséget megszavazni nem akarta, hatalmas ellenzékre talált. Az alkotmányos válságot a parlamentarista liberálisok és a királyi hatalom elsőbbségéért küzdő konzervatívok folyamatos csatája tartotta fenn. „Nem a porosz liberalizmuson, hanem az erején nyugszik Németország sorsa” – mondta. Másutt: „A kor nagy kérdéseit nem szónoklatokkal és szótöbbséggel, hanem vassal és vérrel lehet eldönteni.” Harciasan beszélt, de egyensúly-politikát folytatott, hol a liberálisokkal, máskor a konzervatívokkal összefogva oldotta meg a sokszor forradalom széléig feszülő pénzügyi, katonapolitikai vitákat. A katonai reformot, a képviselőház ellenzése dacára, támaszkodva a korona jogára és a felsőházra, végre is hajtotta. Kijelentette hogy a szükséges pénzt ott veszi, ahol találja. Élesen szembe szállott a parlament azon követelésével, hogy szavazatával kormányok sorsa fölött döntsön.
A konzervatív parasztokat kijátszotta a radikális városiakat, a szociáldemokrata Ferdinand Lassalle-lal az általános választójog fegyverét tervezte a nép körében népszerűtlen vagyonosok, liberálisok ellen, ugyanakkor a parasztok segítségével kívánta ellensúlyozni a szerveződő munkásságot. Ekkor mindez nem valósult meg, de a fenyegetettség elég volt ahhoz, hogy osztrákellenes külpolitikája támogatását elérje. Ezzel az egyensúly-politikával 1863-1871 között semlegesítette a francia-orosz szövetséget is.
A konfliktus kora, mely 1862-től 1866-ig tartott, Bismarckot a legnépszerűtlenebb emberré tette egész Németországban. A parlamenti szónokok állami öngyilkosságnak neveztek politikáját (Sybel), tagadták minden tehetségét, kivéve a kötéltáncosét (Simson), napról napra jogtöréssel és erőszakoskodással vádolták. Még külpolitikája iránt sem volt bizalmuk, bármily erősen hangoztatta a német egyesítést. Különösen népszerűtlen volt az 1863-ban Oroszországgal a lengyel felkelés elnyomására kötött egyezménye. Ausztriával szemben már nagyon erélyesen lépett fel. Gróf Károlyi Alajosnak 1862 végén kijelentette, hogy a két német nagyhatalom viszonya nem maradhat a régiben. Amikor a császári követ azt mondta: Ausztria csak nem mondhat le hagyományos befolyásáról, nem engedheti magát kiszorítani Németországból, Bismarck röviden azt válaszolta: tegye át hát súlypontját Budára. Az ő vasakarata tartotta vissza Vilmos királyt a frankfurti fejedelmi gyűlésen való részvételtől, ahol a német uralkodók Ferenc József császár elnöklete alatt személyesen akarták munkába venni a szövetség reformját, csakis ő akadályozta így meg az osztrák hegemónia elismerését. Bismarcknak nagy küzdelmébe került az akkor Baden-Badenben időző királyt rábírni a császári meghívás visszautasítására (1863 augusztus), és amikor ez sikerült, annyira felindult, hogy az előszobában szétzúzott minden poharat és üveget.
VII. Frigyes dán király halála következtében 1864 januárjában háború tört ki Schleswig és Holstein hercegségek birtoklásáért. E tartományokat az európai nagyhatalmak az 1852-es szerződéssel Dániához csatolták. A magát a németek vezetőjének tartó Ausztria kénytelen volt a háborúban a poroszok oldalán, azok megerősödéséért harcolni. 1864. október 30-án a legyőzött Dánia aláírta a bécsi békeszerződést, ekkor vált Jütland is a Német Szövetség részévé. A porosz háborúk történetében először nem a király, hanem Bismarck miniszterelnök, a tartalékos főhadnagy irányította a hadsereget, az ezt bíráló Friedrich von Wrangel tábornokot azonnal menesztette.

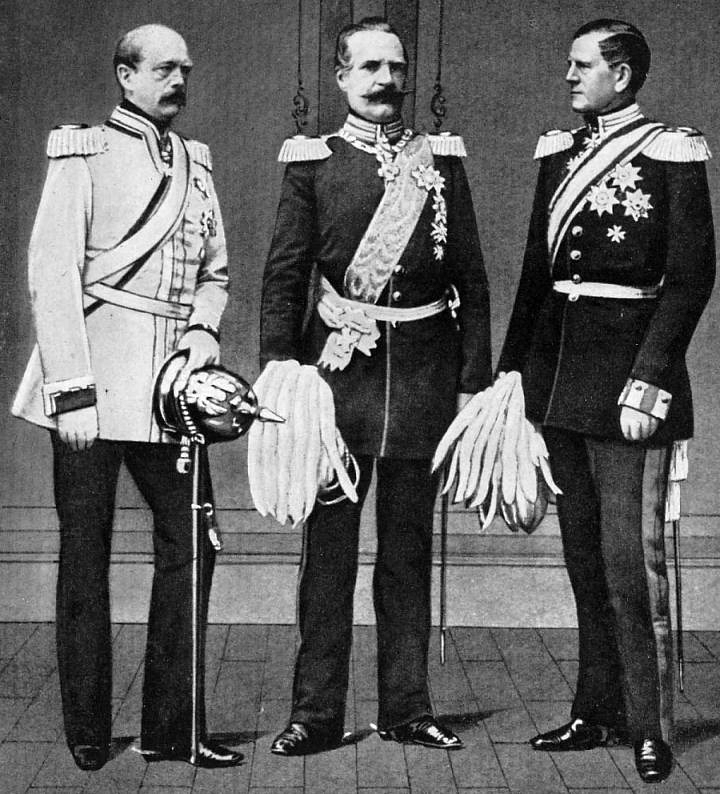
Otto von Bismarck, Albrecht von Roon és Helmuth von Moltke (balról jobbra)

A területszerzéses katonai siker megerősítette Bismarckot. Elutasította az osztrákok újabb csatlakozási kérését a német vámunióhoz, és nem engedett a kizárólagos porosz uralomból a megszerzett hercegségek felett. Ennek ellenére a király Bismarck szabadsága alatt megkötötte a gastseini szerződést (1865. augusztus 14.), melyben Ausztriának engedte át Holsteint, de megtartotta Schleswig tartományt és a Lauenburg hercegséget Az ekkor grófi címet kapott Bismarck azonban titokban megegyezett III. Napóleonnal, hogy nem áll Ausztria mellé, ha az olaszok harcba szállnak az osztrákok ellen Velence visszaszerzéséért. Az olaszok kötelezték magukat, hogy ők is megtámadják Ausztriát, ha a poroszok három hónapon belül háborút kezdenek. A porosz–osztrák–olasz háború két hétig tartott, 1866. július 3-án az osztrákok Königgrätz (Sadova) mellett megsemmisítő vereséget szenvedtek a poroszoktól. E csata tette híressé Bernhard von Moltke vezérkari főnököt. A csatatéren jelen volt I. Vilmos is, és az erre az alkalomra tartalékos főhadnagyból ideiglenesen vezérőrnaggyá előléptetett Bismarck. A német történelembe a csata a „königgrätzi mészárlás", ez a háború mint „belnémet- vagy testvérháború” néven került be.
A csata napján voltak a parlamenti választások, ahol Bismarck politikai ellenfelei is jelentős vereséget szenvedtek. Bismarck porosz nacionalista volt, küzdött a német egység ellen, míg azt Ausztria vezette. Königgrätz után már nem a porosz nagyság érdekelte, a német egység vezére lett. Azonnal nekilátott az új államszövetség alapszerződése, alkotmánya kidolgozásához. A frankfurti szövetség okmányai mellett a másik nagy szövetségi állam, az Amerikai Egyesült Államok alkotmányát tanulmányozta. Hosszú vita, sok kompromisszum után 1867 elején jóváhagyták a német államok képviselői a Bismarck-i alapokmányt. Bismarck a korszerű európai alkotmányos rend megteremtője lett, bár a történelemben később gyakran vádolták demagóg zsarnoksággal, sőt még Hitler prototípusának is kikiáltották. Alkotmánya egy erős, működőképes államot, központi kormányt, modern hivatali rendszert, fejlődőképes gazdasági teret hozott létre a kis államok laza szövetsége helyett. Ennek egyetlen akadálya maradt, az erős Németország létrejöttében ellenérdekelt Franciaország.
Az első konfliktust Luxemburg hovatartozása okozta. A holland király fennhatósága alatt álló nagyhercegség fővárosában porosz helyőrség állomásozott, de a területet a franciák is meg akarták szerezni. Bismarckot mindez nem érdekelte, és azt remélte, hogy a francia uralkodó és a holland király megegyezik. De I. Vilmos, a többségi liberálisok és a közvélemény a jelentéktelen kérdést nemzeti ügynek tekintette. Bismarck kénytelen volt a konfliktust semlegesíteni. 1867 májusában nemzetközi szerződést írt alá, melynek értelmében Luxemburg független lett, a porosz katonákat pedig kivonták. 1867 nyarán Moltke kíséretében meglátogatta a párizsi világkiállítást is. Ugyanakkor utazott oda II. Sándor cár és államkancellárja, Gorcsakov herceg, akik a meggyengült orosz–francia szövetséget kívánták megerősíteni. Ezt a békére törekvő, katonailag gyenge III. Napóleon nem erősítette meg. Ezzel szemben Ausztriával és Olaszországgal kívánta megújítani a Szent Szövetséget 1869-ben, sikertelenül. Senki nem akart háborút, Bismarck is joggal remélte, hogy a békeszerető Napóleon, az ekkor gyenge franciák és osztrákok ellenében harc nélkül is létrejöhet az egységes Német Birodalom.

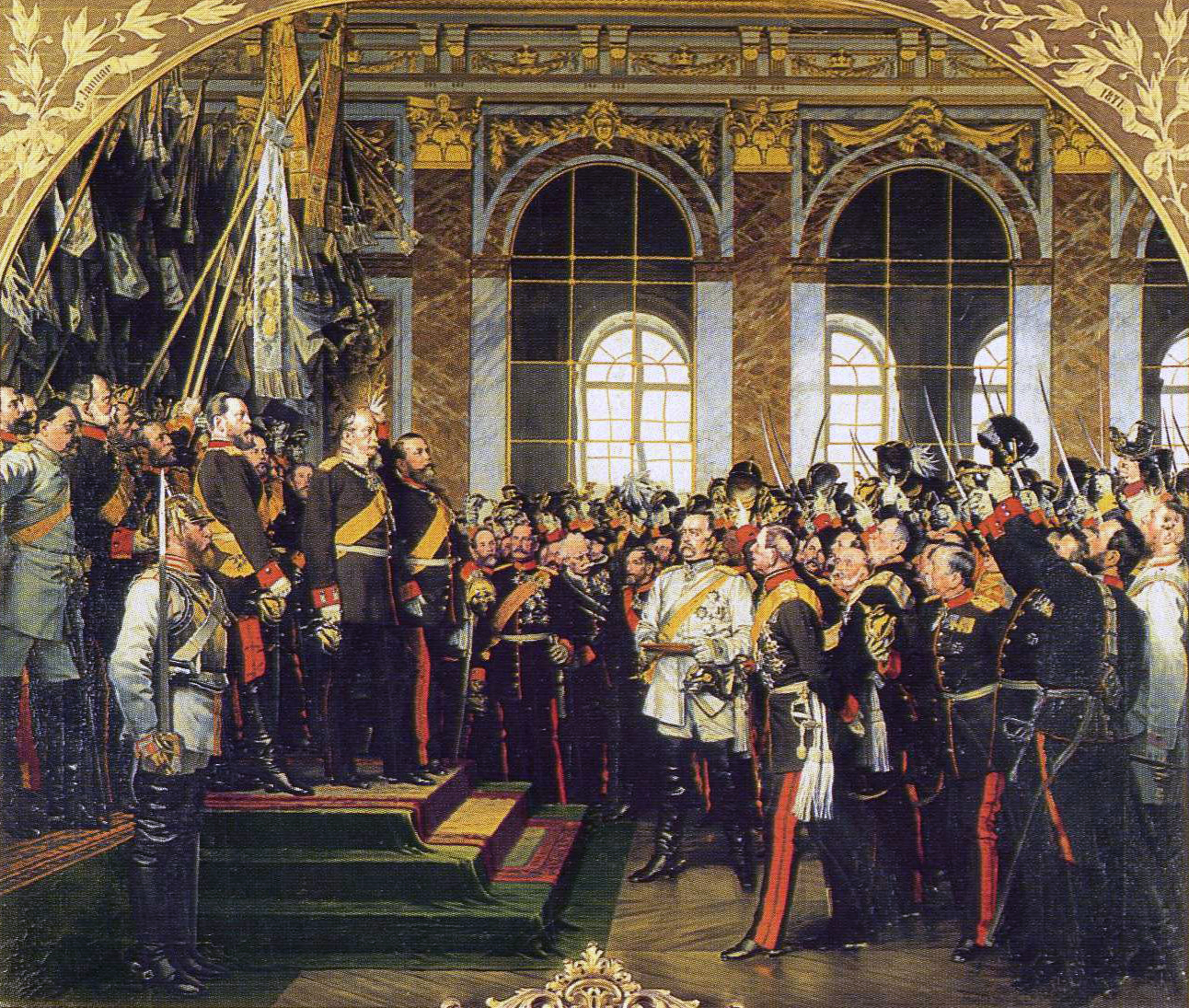
Császári proklamáció Versailles-ban. Bismarck középen, fehérben. Anton von Werner festménye

A spanyol trónválság váratlan kitörése Franciaországot szövetségesek nélkül érte. II. Izabella spanyol királynőt a Cortes, a spanyol nemzetgyűlés 1868-ban megfosztotta trónjától. A spanyol trónhoz az európai uralkodóházak többségét rokoni kapcsolat kötötte. A Bourbon-házi rokonság okán a trónra a franciák tartottak igényt, de Bismarck nyomására a poroszok Lipót porosz trónörökös igényét is bejelentették. Lipót ugyan vonakodott, beleegyezését többször visszavonta, de sem Bismarck, sem az új, Franciaország nagyságát visszaszerezni kívánó Gramont külügyminiszter sem engedett. Az augusztusban kitört porosz–francia háború szeptember 2-án véget ért, amikor a sedani csatában a poroszok III. Napóleont és csapatait megadásra kényszerítették, majd bevonultak Párizsba. 1871. január 18-án a versailles-i királyi kastélyban a porosz képviselők kiadták a Német Császárság alapító kiáltványát, de a két hadviselő fél csak 1871. május 10-én kötött békeszerződést. Az új császárság visszaszerezte az 1806-ban elvesztett Elzászt, sőt Strassburg mellett Metz területét is. A győzelemért Bismarck I. Vilmostól hercegi (Fürst) címet, és mellé a friedrichsruhi óriási birtokot kapta jutalmul.

## A Német Császárság kancellárja
Az új Német Birodalom (Reich) első kancellárjaként az idős politikus gyakran emlegette, hogy unatkozik, hiszen a nagy feladatot befejezte, létrejött a Reich. Makacs betegségek is gyötörték, ezekre is hivatkozva többször beadta lemondását. Azonban a számtalan önálló államból, királyokból, fejedelmekből modern, egységes államot formálni még nehéz és hosszú munkát követelt. Ehhez elsősorban külső biztonság kellett, megbékélés a szomszédokkal. Ezért már 1873-ban létrehozta a német, osztrák és orosz uralkodó egyezségét Schönbrunnban. A belső politikai stabilitás érdekében kancellári tevékenysége első éveiben a parlamentben a liberálisokkal szövetkezett. A felsőház konzervatív tagjai mellé ellensúlyként a császárral 27 új főrendet neveztetett ki.
Tevékenysége javarészt a birodalom belső kiépítésére összpontosult. A régi kizárólagos rideg porosz konzervatív irány már az Északnémet Szövetségben sem volt követhető. Bismarck maga is belátta az alkotmányosabb eljárás szükségét: az 1866. évi nagy diadalok után az előbbi évekre nézve, amikor megszavazott költségvetés nélkül kormányzott, kártalanítási törvényt (Indemnitätsgesetz) szavaztatott meg magának a parlamenttől. Most a déli németek jelenléte természetesen jócskán szaporította a szabadelvű elemeket. Különben is, mihelyt a német egység volt a jelszó, nem lehetett mellőzni a liberálisokat, akik mindig azért küzdöttek, míg a konzervatívak sokkal inkább ragaszkodtak az egyes külön dinasztiákhoz. Bismarck még Poroszországot is be akarta olvasztani Németországba, hogy minden partikularizmus megszűnjék, „de hát Poroszország kissé kövér”. De a birodalmi egységen kívül az egyházi politika is szükségessé tette a liberálisabb irányt. A francia háború következtében az Olasz Királyság megszállta Rómát, megdöntötte a pápai államot. A német katolikus párt az új császárságtól remélte a pápa világi hatalmának helyreállítását, és amikor ezen reményében csalatkozott, határozott ellenzésbe lépett a birodalmi kormánnyal. A katolikus párthoz, mint legerősebbhez, csatlakoztak a többi birodalomellenes pártok: a hannoveri velfek és a poseni lengyelek, később az elzásziak is. A katolikusok ellenállásával szemben Bismarck az állami hatalom teljével lépett föl. Megújítottnak jelentette ki a régi harcot a pápaság és a császárság közt, és ünnepélyesen kijelentette, hogy „Canossába nem megyünk, sem testileg, sem lelkileg!”. A liberálisok teljes erővel követtek e harcba, az úgynevezett Kulturkampfba, és megszavazták az állami hatalmat erősítő, a papság tevékenységét korlátozó törvényeket.
Bár a liberálisok ellenezték a katonai finanszírozás tervezett rendszerét, támogatásuk nélkülözhetetlen volt a politikai katolicizmust képviselő Centrumpárt elleni parlamenti csatákban. Az istenhívő Bismarck nem ideológiai alapon állt ellen a klerikális törekvéseknek, hanem gyakorlati okokból. Féltette az alakuló német egységet a protestáns, lutheránus és katolikus, az egyházi és világi belpolitikai bonyodalmaktól, elsősorban a katolikusok törekvéseitől. Mindez már IX. Piusz alatt elkezdődött, amikor a pápa a königgrätzi, majd a sedani porosz győzelmek után a vesztesek oldalára állt. A német katolikusok ultramontanizmusát a német császárság ellenezte, ez vezetett a Kulturkampf politikai csatáihoz. Ennek során törvénybe iktatták, hogy egyházi intézményekben, egyházi személyek az államot, az államhatalmat sértő, veszélyeztető vagy becsmérlő kijelentéseiért börtönbüntetés jár. Néhány népszerű katolikus papot, püspököt e törvény alapján le is csuktak. Az ún. Brotkorbgesetz kimondta, hogy azon püspökök és papok, akik az egyház feletti állami, császári hatalmat írásban nem ismerik el, nem részesülhetnek állami juttatásban (Brotkorb). 1871. július 13-án egy fanatikus katolikus merényletet is megkísérelt a kancellár ellen. A politikai küzdelem 1878-ban enyhült, az engedékenyebb új pápa, XIII. Leó alatt közvetlen tárgyalások kezdődtek a Szentszékkel. A Kulturkampfot lezáró megállapodás csak 1887-ben jött létre, melyben a Vatikán elismerte Németországban a polgári házasságot, és az állami oktatást. A konkordátum megkötésében játszott szerepét elismerve Bismarckot a pápa a Krisztus-renddel tüntette ki, ami példa nélküli eset volt egy nem katolikus (protestáns) esetében.
Bismarck maga inkább csak az általános iránnyal törődött, sőt 1872-ben még a porosz miniszterelnökséget is átadta Albrecht von Roonnak, hogy egészen a birodalomnak szentelhesse magát. De csakis az ő ereje volt képes legyőzni a rendkívül hatalmas akadályokat. A felsőházban csak számos új peer kinevezése által lehetett keresztül vinni a reformokat, a konzervatívak pártja nyíltan Bismarck ellen fordult. Haragjuk odáig jutott, hogy 1876 elején egész nyilvánosan vádolták a kancellárt, hogy állását és befolyását anyagi előnyök szerzésére használta fel.
A római egyház ellen vívott harcot a centrumpárt erős izgatásra használta fel Bismarck ellen. Egy Eduard Kullmann nevű bodnárlegény 1876-ban még gyilkossági kísérletre is vetemedett ellene. De különben is kétségtelen, hogy a német nemzet egy jelentékeny és jól szervezett része elégedetlen volt az egyházi politikával. Még nagyobb gondot okozott a rossz gazdasági helyzet, melyet mind többen a szabad verseny és szabad kereskedés elve uralmának tulajdonítottak. Ezért Bismarck 1876-tól fogva mind nagyobb figyelmet fordított a gazdasági és társadalmi viszonyokra. Elhatározta a szakítást a szabad kereskedés tanával, és a nemzeti munka minden ága részére az állam oltalmát helyezte kilátásba. Ennek alapján készült az új vámtarifa, mely épp úgy irányult a francia és angol gyártmányok, mint a magyar és orosz gabona ellen. E gazdasági reakcióval együtt járt a politikai is. A régi liberális pártok Bismarck kedvéért nem változtathatták meg meggyőződésüket, Bismarck tehát, hogy gazdasági terveit keresztülvihesse, a konzervatívoknak és a katolikus pártnak támogatására szorult. A liberalizmus ellen kíméletlenül harcolt, még régi junkerkori nézeteire visszatérve, az antiszemitasággal is kacérkodott. Másrészt a centrum megnyerése csak egyházpolitikai engedmények árán volt elérhető. A Rómához való közeledést megkönnyítette IX. Piusz pápa halála és a politikus XIII. Leónak trónra lépése. Lassanként mind többet eltöröltek a Kulturkampf korának törvényeiből, és az egyetértés annál inkább helyreállott, mert a kúria is engedett egyben-másban. A gazdasági hanyatlás másik fontos következése a szociáldemokrata párt erős növekedése volt. Ezzel szemben Bismarck 1878-ban kényszerítő törvényeket hozatott, de később az állam tevőleges beavatkozását tartotta szükségesnek a tagadhatatlan bajok megszüntetésére. „Az állami gépezetet egy csepp szocialista olajjal kell megkenni”. Elfogadtatta a betegek segélyezéséről és a baleset ellen való biztosításról szóló törvényeket.

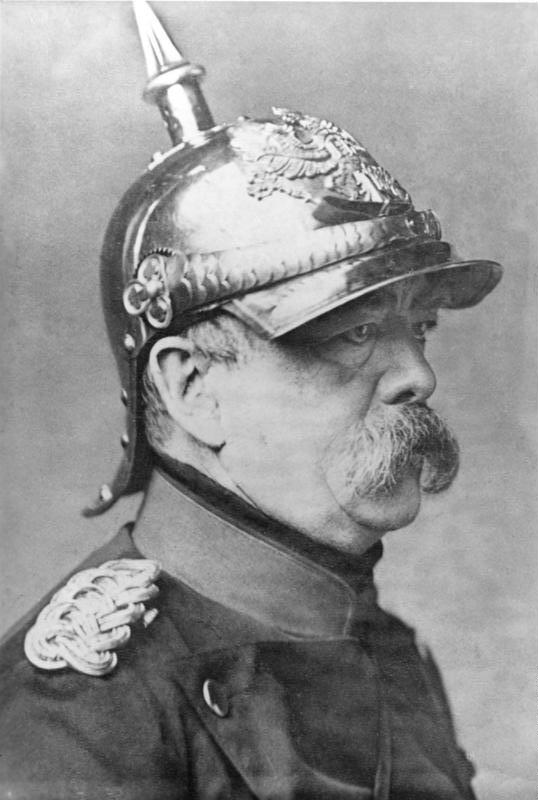
Bismarck 1871-ben, a porosz militarizmus ikonikus jelképében, a Pickelhaube sisakban

Célját elérte, és a liberális kancellár politikai fordulatot hajtott végre. Kiegyezett a centrumpárti konzervatívokkal, hogy az erősödő munkásmozgalom ellen szövetségest találjon. Már 1871-ben a párizsi kommün alkalmából August Bebel szocialista vezető harcias parlamenti beszéde után Bismarck a forradalmi veszély megjelenését látta. A szocialisták, a munkások mozgalmát a gazdasági fejlődés érdekében állami rendszabályokkal kívánta kordában tartani. Minderre ürügyet adott 1878. június 2-án egy anarchista merénylete a császár ellen. Rendkívüli törvényeket hozott, melyek korlátozták a gyülekezési- és sajtószabadságot, lehetőséget adtak az izgatás elleni kemény fellépésre, kiutasításra, internálásra. A gazdasági alapokat a szabadkereskedelem helyett a védővám-rendszer fenntartásával, adó- és pénzügyi reformmal biztosította. Elvetette a gyárak állami felügyeletét, a munkaidő korlátozását.
1880-tól ő volt porosz kereskedelmi miniszter is. Itt is némileg állami szocializmust hozott be: a porosz vasutak államosítása az ő műve. A birodalom hatalmát és a német nagykereskedő városok érdekét gyarmati politika megkezdésére használta fel. Bár létesültek német telepek déli és keleti Afrikában és Ausztráliában, a német közvélemény nagy gyarmati tervekért éppen nem lelkesedett. Bismarck népjóléti programba kezdett, az volt az elve, hogy az államnak mindazt meg kell adni a munkásságnak, ami indokolt és lehetséges. 1881–1889 között kidolgozta a szociális biztonság törvényrendszerét, amely minden munkást biztosított baleset-, betegség- vagy időskori hátrány esetén. Ezzel megteremtette a mai jóléti rendszer és az társadalombiztosítás alapelveit. Gyakran emlegette ennek kapcsán az „államszocializmus” szót, Karl Marx szocializmus-értelmezése ellentéteként. Szerette volna elérni, hogy I. Vilmos deklarálja, hogy „istenáldotta kormányunk legnagyszerűbb cselekedete volt ez”, amit I. Vilmos azzal utasított el, hogy a birodalom megteremtése fontosabb lépés volt. A birodalmi egység erősítésére a feltámadó francia revánsvágy ellen nacionalista sajtóhadjáratot folytatott, és kelet-Poroszország területéről kiűzte a lengyeleket.
Bismarck belpolitikájában minden változatossága és sokoldalúsága dacára, felismerhető két általános vonás. Az egyik az, hogy akár konzervatív, akár liberális irányban mozgott, mindig egészen egy elvet szolgált, skrupulust, kételyt nem ismert, az egész állami életet az általa jónak tartott elvek szerint akarta szervezni. Mindig csak a legközelebbi hatalmi kérdést nézte: a siker elérése volt előtte a fő cél, az eszközökben nem válogatott, a többségeket mindig a pillanatnyi szükség szerint alkotta meg, a sajtónak aszerint adott utasítást. E belső politika tehát minden téren a parlamentáris alkotmányos elvek teljes megtagadása. A másik fővonás az, hogy a belső politika terén is a külügyi politika eszközeivel dolgozott. A szövetségesek szerzése, az ellenfél teljes legyőzése, szinte kiközösítése, az erőszakoskodás, a gyors sikerre való törekvés a természetes fejlődés bevárása és elismerése nélkül, mind ebből folytak. Az az önkényes, tisztán csak a célt, soha az elvet néző eljárás, mellyel Bismarck a pártokat egymásután felhasználta vagy szétmorzsolta, szinte személyessé tette kormányát. Valódi diktatúrát gyakorolt, bár magát mindig a császár szolgájának nevezte. Kérlelhetetlenül üldözte, és üldöztette sajtójával mindazokat, akik vele politikai téren szembe szállottak. Sok ellenzékit, köztük Theodor Mommsent is, a híres római jogászt és történetírót, perbe fogatott „kancellársértés” miatt. Eljárása a párizsi nagykövettel, Heinrich Alexander von Arnimmal szemben is mutatja, mennyire tönkre tudta tenni ellenfelét. Büszke, tekintetet nem ismerő magaviselete sok ellenséget szerzett neki a legmagasabb körökben is. E szempontból némileg Richelieu-höz hasonlítható. Ha e személyes és udvari befolyások élesebben nyilatkoztak, a kancellár „frikciók” ellen panaszkodott, s betegeskedését adva okul, lemondással fenyegetődzött. Különösen feltűnő volt ez 1877 tavaszán, amikor Vilmos császár a lemondási kérelmére ezt az egy szót írta: „soha”. Sajátos helyzetéből, személyes nagyságából, mindent felölelő munkakedvéből önként folyt, hogy a birodalmi szervezetet nem egészítették ki, sőt még helyettesítéséről sem igen lehetett szó, mert a kancellár végzett mindent, és felelős minisztérium vele, aki minisztereit tetszés szerint változtatta, nem volt elképzelhető.
De ha Bismarck belügyi politikája eredményeiben nagyon kétséges, és sohasem támaszkodhatott az osztatlan nemzeti érzelemre, a külügyi, a német birodalom megalapítása óta is, nemcsak a német érdekeket szolgálta, hanem kiérdemelte az egész világ bámulatát. Franciaország legyőzése, Elzász és Lotaringia bekebelezése után Bismarck befejezettnek látta a háborúk és hódítások korát. A birodalmat megszilárdítani, és lehetetlenné tenni bármely nagyhatalmi szövetség létre jöttét ellene, volt legfőbb igyekvése. Ezért Bismarck 1870-től mindenképpen azon volt, hogy jó viszonyt teremtsen hazája és Ausztria–Magyarország között. E tekintetben hathatós támogatást nyert Andrássyban, aki 1871 végén lépett a külügyi kormány élére. Egyúttal azonban Oroszországgal is megmaradt a „toronymagas barátság”. A három császár szövetsége külső kifejezést is nyert, amikor Ferenc József és Sándor cár 1872 szeptemberben meglátogatták Vilmos császárt. Franciaország ezáltal meglehetősen el volt szigetelve. Bismarck folytonos figyelemmel kísérte az ottani pártalakulásokat, és mint az Arnim-perből kitűnik, jobb szerette ott a köztársaságot egy esetleges monarchia visszaállításánál, mert ez inkább szerezhetett volna szövetségest.
Amikor Franciaországban Mac-Mahon kormánya alatt a reakcionárius párt kerekedett fölül, és orosz szövetséget keresett, a viszony olyannyira ellenségessé vált, hogy Bismarck sajtója már nyíltan háborúval fenyegetődzött (1875). A nyugatról egyre fenyegető reváns veszélye annyiban könnyítette Bismarck helyzetét, amennyiben a német parlament annak befolyása alatt kész volt hosszabb időre is megszavazni a katonai költséget. Így történt ez 1874-ben liberális segítséggel, 1881-ben a konzervatívak és a centrum szavazataival és 1887-ben az egyesült konzervatívak, katolikusok és nemzeti liberálisok által (kartell). Franciaországgal szemben azután feltételekkel fenyegetődzött, ha Franciaország újra háborút üzenne és vereséget szenvedne (saigner á blanc). Másodszor pedig támogatta a franciák gyarmati politikáját, terjeszkedését Tuniszban és Tonkingban, hogy ezáltal is feledtesse velük az őket Európában ért veszteségeket.
Teljes kibékülésre, vagy csak a reváns szenvedélyének lelohasztására azonban még gondolni sem lehetett 1875 óta a francia viszony mellett, a keleti bonyodalmak miatt, mindinkább előtérbe lépett az Oroszországhoz való viszony is. A két kancellár (Bismarck és Alekszandr Gorcsakov) közt fennállott régi barátság a német birodalom helyreállítása után lehűlt. Oroszország már 1875-ben elfogadta némileg a francia barátságot. De Bismarck, aki nagy személyes tekintélynek örvendett a cárnál, mindent elkövetett, hogy az orosz szövetséget megtartsa, amellett pedig a Monarchiát se idegenítse el. Feladata annál nehezebb volt, mert a Monarchia és Oroszország érdeke homlokegyenest ellenkezett úgy Törökország integritásának, mint a Balkán-félsziget későbbi szervezésének kérdésében. Kijelentette, hogy Németországnak a török ügyekben nincs egyenes érdeke. („Az a kis Hercegovina nem éri meg egy pomerániai muszketéros egészséges csontját.”) Az orosz érdeket mozdította elő, amikor kieszközölte, hogy Osztrák-Magyar Monarchia az orosz–török háborúban semleges maradjon (reichstadti császártalálkozó, 1876 július), de másrészt az európai érdeket, s a Monarchia politikáját támogatta, amikor Andrássyval és Benjamin Disraelivel együtt arra kényszerítette Oroszországot, hogy terjessze európai kongresszus elé a San Stefanó-i béke határozatait.
A berlini kongresszusnak 1878 júliusában Bismarck volt az elnöke. Ő mint becsületes alkusz akart eljárni barátai, Ausztria-Magyarország és Oroszország közt. Sikerült is ott korlátokat vonni Oroszország terjeszkedése és befolyása elé, de az orosz közvélemény a nemzetnek e vélt megsértése miatt lángra lobbant Bismarck és Németország ellen, és magával készült ragadni a cárt is. Bismarck e veszélyben, amikor Németországnak orosz és francia támadástól lehetett tartania, rábírta Vilmos császárt az osztrák-magyar szövetség megkötésére. Ez a szövetség, melyet a szövetséges kormányok egy újabb veszélyes pillanatban, 1888. február 3-án egyszerre közzétettek, világosan Oroszország támadó politikája ellen irányult. Bismarck maga kötötte azt meg Andrássyval, amikor Bad Gasteinból visszajövet Bécsben tiszteletet tette Ferenc Józsefnél. Még erősebbé tette e szövetséget Olaszország csatlakozása 1882-ben. (hármas szövetség).

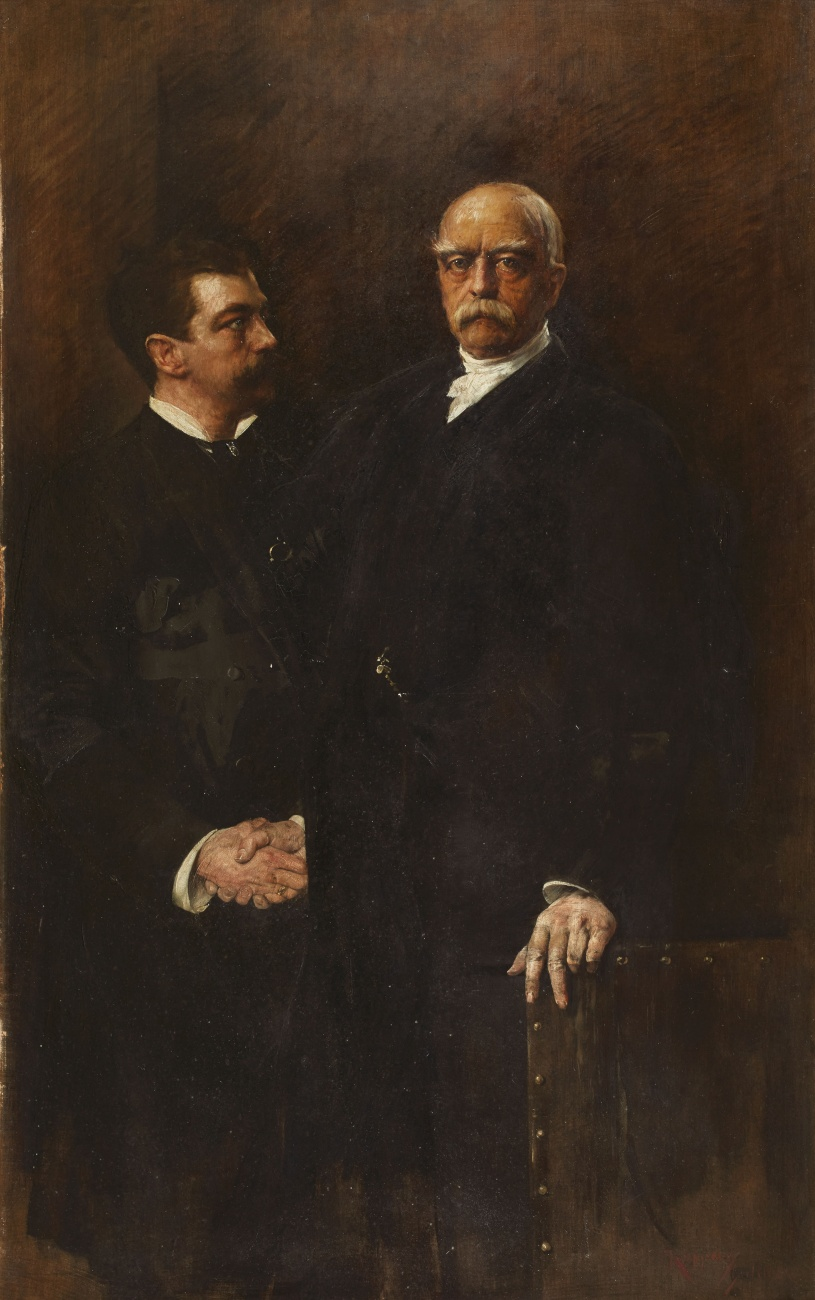
Bismarck és orvosa Koppay József Árpád festményén

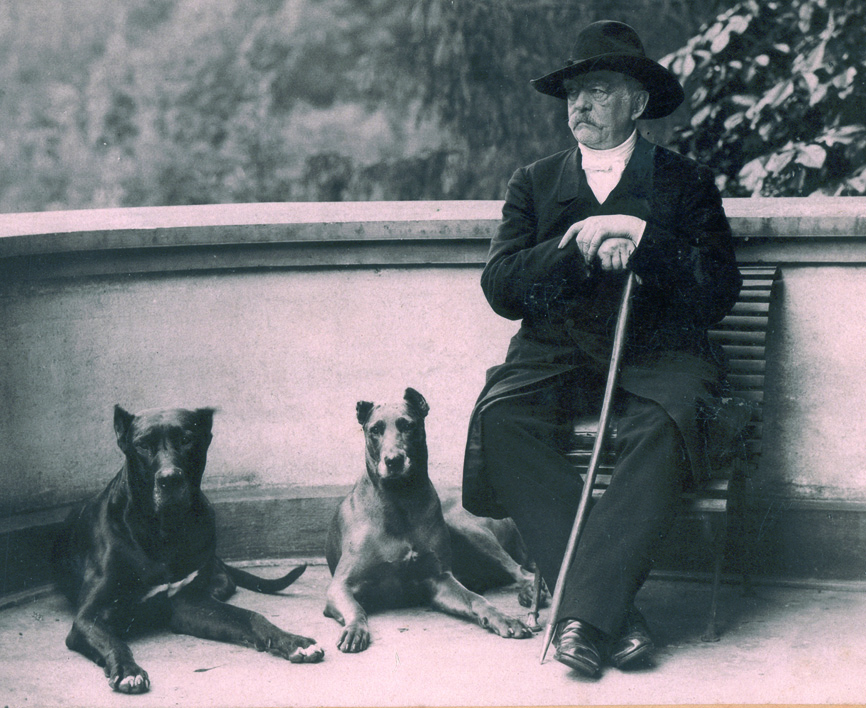
Bismarck Tyras II és Rebecca nevű kutyáival, Friedrichsruhban, 1891. július 6-án

Az új királysághoz való jó viszonyt Bismarck 1875-től szorgosan ápolta, ott is ellene dolgozva a francia befolyásnak. E szövetségi politikának adott kifejezést Bismarck híres, 1888. február 6-án tartott beszédében, amikor a birodalom békeszeretetét hangsúlyozva és orosz fenyegetésekkel szemben e büszke szavakban tört ki: „Mi németek csak Istentől félünk, más senkitől.”
A hármas szövetség megalkotása és megszilárdulása tetőpontra emelte Bismarcknak és az általa vezetett birodalomnak tekintélyét. Külügyi politikáját az egész nemzet osztatlan lelkesedése kísérte. Fényesen nyilatkozott az iránta való tisztelet és hódolat, amikor 1885-ben hetvenedik születésnapját ülte, és amikor egy évvel később az országgyűlést feloszlatta, és az új parlament nagy többséggel megszavazta a katonai kiadásokat. Régebben sokat szenvedett idegbajban, de 1882-től Ernst Schweninger kezelése alatt egészsége újra megerősödött. És mégis ezután kellett Bismarcknak a legnagyobb megpróbáltatásokat kiállnia.

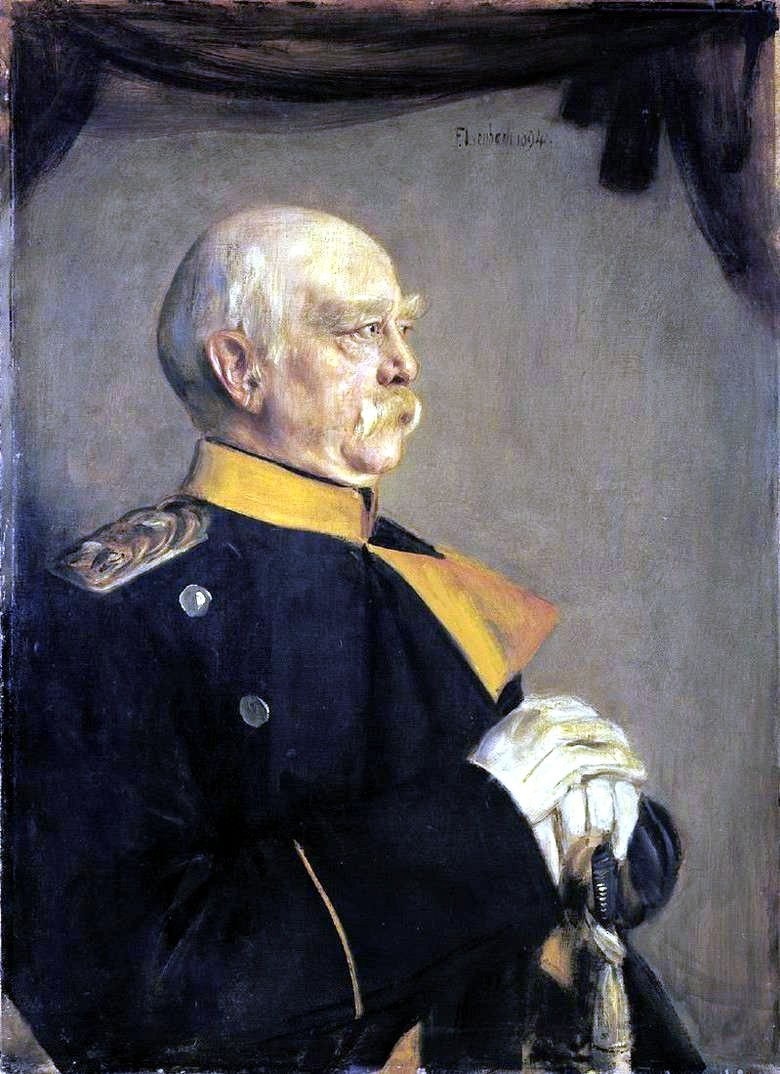
Otto von Bismarck (Franz von Lenbach festménye, 1894)

Ezek az öreg I. Vilmos császár 1888. március 9-ei halálával vették kezdetüket. Ezután a gégerákban szenvedő III. Frigyes lett császár 99 napra, aki teljes mértékben elismerte ugyan a kancellár érdemeit, de a belső kérdésekben tőle elütő, szabadabb elvű politikát kívánt volna követni. Még jobban elmérgesítette a viszonyt császárnak az a terve, hogy egyik leányát I. Sándor bolgár fejedelemhez adja nőül. Ezt Bismarck határozottan ellenezte, nehogy Oroszország sértve érezze magát. III. Frigyes halála után II. Vilmos császár foglalta el a trónt. A kancellár a császárt túl fiatalnak, a császár Bismarckot idejétmúlt aggastyánnak tartotta.
A parlamenttel még elfogadtatta a haditörvényt, 1889-ben pedig a jóléti rendszerét befejező nyugdíjtörvényt. Azonban az 1890-es választásokat Bismarck korábbi partnerei, a liberálisok és a konzervatívok elvesztették, a szociáldemokraták fölényesen nyertek.
Az ifjú II. Vilmos önérzete mellett Bismarck szinte korlátlan intézkedési jogának nem maradt helye. (Meg kell jegyezni, hogy már I. Vilmos is gyakran nehezményezte, hogy Bismarck birodalmi kancellárként, külügyminiszterként mindent a kezében tart. Erre utal I. Vilmos ismert bonmot-ja: „Nehéz uralkodni ilyen kormányfő alatt...”)
Elvi szintű nézeteltérések is voltak Bismarck és II. Vilmos között. A császár gyorsabban akarta a szociálpolitika kényes kérdéseit rendezni, mint ahogyan azt Bismarck helyesnek tartotta. 1890. március 15-én összeveszett az őt váratlanul meglátogató császárral, majd három napig írta – inkább a történelemnek, mint uralkodójának – a lemondó levelét. A Lauenburg hercege (Herzog zu Lauenburg) címét kapta búcsúként.
Bismarck csak nehezen tűrte a kényszerű tétlenséget. Folyton érintkezett a sajtóval és elég élesen kifejezésre juttatta az elégedetlenségét a visszalépése óta követett iránnyal. Különösen két szempontból támadta azt meg: 1. mert szerinte nem kultiválta eléggé az orosz barátságot, és így elősegítette az orosz–francia szövetséget, 2. mert a vám új rendezésében nem volt elég tekintettel a mezőgazdasági érdekek védelmére. Mindkét szempont Bismarcknak a régi konzervatív állásponthoz való közeledését mutatja. Különösen erősen nyilatkozott az ellentét Bismarck és az új kormány közt, amikor 1892 júniusában Bécsbe utazott, Herbert fia esküvőjére. Egy hannoveri kerület be is választotta őt a parlamentbe, de a mandátumot nem fogadta el.
Friedrichsruhi magányában leginkább emlékiratai összeállításán dolgozott. Írásában a porosz eszménykép jelenik meg: az elkötelezett és fegyelmezett ember, aki uralja az érzéseit és következetességével és kitartásával eléri a céljait.

## Halála

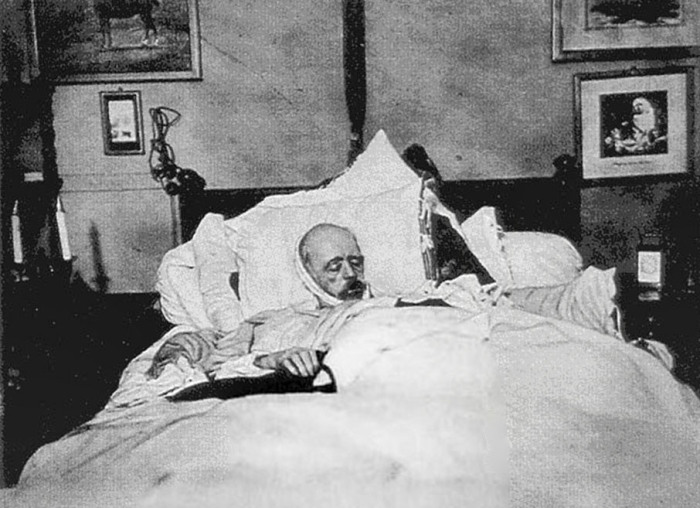
Max Priester és Willy Wilcke: Bismarck a halottas ágyán (1898)

Otto von Bismarck 1898 nyarán otthonában hunyt el.
Családja nem járult hozzá, hogy az elhunytat bármilyen formában megörökítsék az utókor számára. Úgy vélték az elesett, meggyötört beteg látványa nem volna méltó a „Vaskancellár”-hoz, akit korábban rendszerint teljes katonai uniformisban kaptak lencsevégre. A család szándéka ellenére azonban két fotográfusnak, Max Priesternek és Willy Wilckének mégis sikerült az elhunyt Bismarckról fényképet készítenie, úgy, hogy az ablakon keresztül behatoltak az exkancellár hálószobájába. Tettük miatt a két fotóst perbe fogták, a felvétel pedig több mint ötven évig meg sem jelenhetett kegyeletsértő volta miatt. A felvételnek a Frankfurter Illustnerte hasábjain való nyilvánosságra hozatala hozzájárult a kancellárról kialakult mítosz ledöntéséhez:. A fotók alapján egyértelművé vált: a Német Császárság sokak által bálványozott megalapítója bármely átlagpolgárhoz hasonlóan, mindennapi módon, ágyban, párnák közt halt meg.
Bismarck haláláról a Vasárnapi Újság 1898. augusztus 21-i száma is beszámolt. Tudósításukhoz ezt a kísérőszöveget mellékelték:
"Élete utolsó éveiben sokat szenvedett csúzos bántalmaktól és lélekzési zavaroktól. Koronként már járni sem tudott, hanem egy kerekes karszékben üldögélt s úgy tologatták egyik szobából a másikba, vagy ha az idő kedvező volt, ki a szabadba is, a friedrichsruhei kastélyt környező nagy árnyas parkba. Kedélye azonban így is eléggé jó volt még legutolsó napjaiban is. Koronként nappal is ágyban kellett maradnia, melyből már csak a legutolsó héten nem tudott fölkelni. A lélekzési bántalmak miatt magasra kellett rakni a feje alját, úgy, hogy félig ülő helyzetben volt fektében is. Halála előtt két nappal szembetűnő javulás mutatkozott rajta. E miatt orvosa, dr. Schweninger titkos tanácsos, aggodalom nélkül el is utazott betege mellől. De a javulás csak látszólagos volt. Július 30-án hirtelen rosszra fordult a beteg állapota. Schweningert sürgősen vissza kellett hívni, ki azonban már haldokolva találta a szenvedőt s csak végső perczeiben lehetett segedelmére."
II. Vilmos császár a királyi palotával szemben levő nagyszerű székesegyházban ajánlott föl Bismarck számára méltó temetkezőhelyet. Ám a végrendeletében megfogalmazott kívánsága értelmében nem ott, hanem Friedrichsruhban, a kastély közelében, felesége hamvai mellett helyezték örök nyugalomra.
Sírfelirata, melyet maga előre elkészített, így szól: "Otto von Bismarck herceg, I. Vilmos császár hű szolgája".

## Történelmi öröksége, értékelése

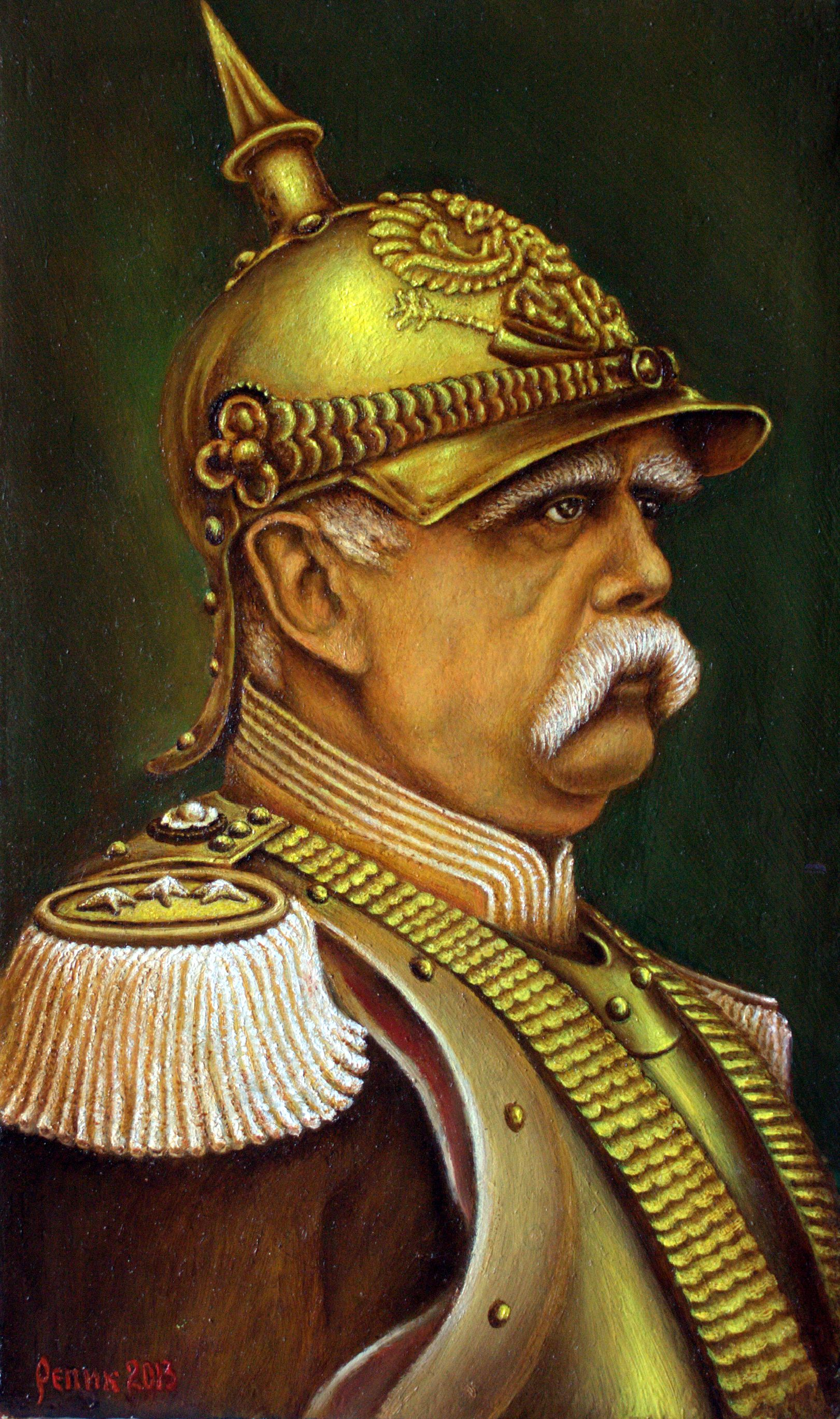
Modern fantáziakép Bismarckról. (Nyikolaj Repik műve, 2013)

Otto von Bismarck a történelem leghatalmasabb egyéniségei közé tartozik. Külsejét tekintve erős, magas férfi, katonás tartással, arcán a sűrű szemöldök alól kivillanó szem uralkodott. Testi erejét lovaglással és vadászattal, lelki erejét folytonos tanulmánnyal gyakorolta. Bár elsősorban mindig gyakorlati célok után indult, mély természete előtt minden kérdés problémává vált, melynek megoldásához minden rendelkezésére álló szellemi és anyagi eszközt megmozgatott. Ősereje mindig szenvedélyesen tört ki, nagy, ünnepélyes momentumokban, az a furor teutonicus, mellyel a világot ijesztette, benne egészen megvolt. Kíméletlensége, nyíltsága új érát alkotott a diplomáciai történetben, s hogy a diplomaták régibb mesterfogásait is értette, azt dán és francia alkudozásaiban fényesen megmutatta. Még nyelvében is megvolt az eredetiség zamatja, hasonlatai mindig találók, többnyire a gazda vagy a vadász világából valók volt. Mint szónok csak a tartalom által hatott. A szavak szinte kínnal törtek elő belőle, de azért megtalálta azt a kifejezést, mellyel nemcsak hallgatóira, hanem a világra akart hatni. Tekintélyes megjelenése, kíméletlensége, erőszakossága, valamint hűsége uralkodói iránt a Nibelung-ének hőseire, különösen Hagen Tronjére emlékeztetnek. Viselkedése elbocsátását követően megmutatta, hogy lényének volt egy nem dinasztikus vonása is. Történeti jelentőségét különösen abban rejlik, hogy ama korban, midőn forradalmi tanok uralkodtak, meg tudta mutatni, minő óriási erkölcsi és szellemi erő áll a hagyományos hatalmak rendelkezésére, ha azt nemzeti értelemben bírják felhasználni. És mint annyi nagy államférfi, neki is tragikus sors jutott: ő, a Hohenzollern-dinasztia hű szolgája, ellentétbe került ifjú császárával.
A német-, sőt a világtörténelemre gyakorolt hatása ma is megkerülhetetlen. Azzal, hogy megteremtette a német egységet, megalapozta az ún. jóléti államot, és úgy érvényesítette saját állama érdekeit, hogy közben mindvégig szemmel tartotta, hogy az európai erőegyensúly ne bomoljon meg, kivételes államférfiúi képességekről tett tanúbizonyságot.
Az általa vezetett Németország más európai államok számára is példaként szolgált a tekintetben, hogy bevezette az általános választójogot  (1866), utóbb pedig kidolgozta a szociális biztonságot garantáló törvényeket, megteremtve az állami egészségügyi ellátást (1883), a balesetbiztosítást (1884) és egyre szélesebb alanyi kör számára nyitotta meg azt a lehetőséget, hogy öregségi nyugdíjban részesüljenek (1889).
A közigazgatás-szervezésben, a modern, a szakértelmen alapuló hivatali rendszer kiépítésében is nagy szerepet vállalt. (Ez is követendő mintává vált Európa-szerte.)
Örökségének ugyancsak progresszívnak mondható eleme, hogy bevezette a polgári házasság és anyakönyvezés intézményét.
Gazdasági intézkedései között előremutató, hogy áttért az aranyalapra, csökkentette a szabad kereskedelem korlátait, pártolta az ipart.
Az 1885-ös berlini konferencián játszott szerepe, illetőleg az, amikor is az afrikai kontinensnek az európai nagyhatalmak közötti felosztása következményeként német gyarmatokat hozott létre Kamerunban, Togóban, Kelet- és Délnyugat-Afrikában, örökségének kevésbé vállalható része – bár természetesen történelmietlen lenne a mából megítélni a korszak minden nagyhatalma által követett, a „világ újrafelosztására” irányuló törekvéseket.
Szintén a bismarcki modell hátulütőjeként szokták felróni, hogy noha intézkedései eredményeként az ipar és a gazdaság szárnyalt,  a politikai rendszer viszont nem lett nyitottabb, demokratikusabb. A belpolitikában autoriter módszereket alkalmazott, a pártokat egymás ellen játszotta ki. hogy saját akaratát érvényesíthesse.
Sokak szerint Bismarckkal kezdődött a német világ militarizálása, rendszerét porosz bonapartizmusnak nevezték, mely ugyan az abszolutizmusnál haladóbb volt, ám hamarosan jelentős szerepet játszott egy világméretű konfliktus: az első világháború kirobbantásában. Személyével kapcsolatban gyakran megfogalmazódik az a vád, hogy nemcsak országa sikereinek, hanem a huszadik század tragédiáinak és borzalmainak magvait is elvetette. (Maga Bismarck, már a német egység létrejötte után kifejezetten ellenezte, hogy országa újabb háborús konfliktusokba keveredjen. Amikor a kardcsörtető harciasságáról ismert II. Vilmos trónra lépett, vele szemben Bismarcknak éppen ez volt a legnagyobb aggodalma: „A kefefejű [t.i. Vilmos] háborúba viheti az országot, anélkül hogy akarná, sejtené, mi történik.")

## Emlékezete

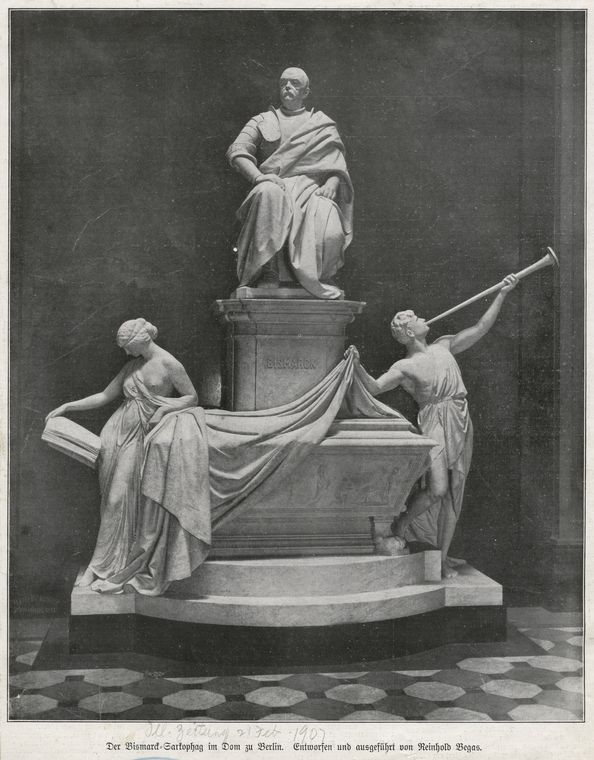
Reinhold Begas Bismarck szarkofágja

Halála után Bismarcknak Németország-szerte számos szobrot emeltek (többek között Berlinben is van egy rendkívül impozáns emlékműve a Grosser Stern tér mellett a Tiergarten parkban, a Siegessäule diadaloszlop tövében), hadihajók, hegyek, vizek és tornyok viselik a nevét, és Bismarcknak hívják Dél-Dakota állam fővárosát is.
A II. világháborút követő megosztottság után újraegyesült hazájában, a Német Szövetségi Köztársaságban pedig múzeumot rendeztek be egykori birtokán, Schönhausenben 1998-ban. Friedrichsruhban, ahol elhunyt, úgyszintén létesítettek egy Bismarck Múzeumot. (Szülőháza azonban ma már nincs meg – azt ugyanis Walter Ulbricht, kelet-német pártvezető utasítására 1958-ban felrobbantották, nehogy kultusza továbbéljen a Német Demokratikus Köztársaságban. A marxizmus-leninizmus értékelése szerint ugyanis kancellársága alatt Bismarck a „reakciós junker földbirtokosok és a nagyburzsoázia érdekeinek megfelelően irányította Németország bel- és külpolitikáját”, ráadásul ő vitte keresztül 1878-ban az erősödő német munkásmozgalom letörése céljából a szociáldemokraták elleni ún. kivételes törvény kiadását.)
Henry Kissinger, a németországi születésű volt amerikai külügyminiszter elismerte érdemeit a jóléti állam megteremtésében, és mint „karizmatikus fehér forradalmár"-ról beszélt róla.
Mindezeknél azonban sokkal fontosabb, hogy Bismarck reálpolitikája, az európai erőegyensúlyra való törekvése visszhangra talál kései utódaiban is. Willy Brandt is mindig szem előtt tartotta a bismarcki intelmet: „Legerősebbként ne domináljunk.” Így fogalmazta meg, mit tart érvényesnek az első birodalmi kancellár önkorlátozó külpolitikájából:  "Szüntelenül keresni az érdekek egyeztetését, párbeszédben maradni a politikai ellenféllel, anélkül hogy célunkat szem elől tévesztenénk. Érzékelni a nemzetközi erőtér változásait és megtenni a kis lépéseket, ha a nagyok még veszélyesek...”
Helmut Kohl kancellárt, Németország második egyesítőjét gyakran hasonlították Bismarckhoz.
Vannak olyan vélemények is, amelyek szerint Angela Merkel kancellár szintén a bismarcki úton járt mind kül-, mind belpolitikáját tekintve.
2015-ben, Bismarck születésének 200. évfordulóján a német kormány tízeurós emlékérmet adott ki a tiszteletére. Döntésüket azzal indokolták, hogy  az ő korában senki sem testesítette meg oly eklatánsan a hagyomány és a modernitás kettősségét, mint a Német Császárság első kancellárja.
Napjainkban nagy sajtóvisszhangot váltott ki az, hogy Annalena Baerbock német külügyminiszter eltávolíttatta Bismarck nevét a külügyminisztérium központi irodájának ajtajáról. Ez a gesztus egyébként rámutat arra, hogy a német birodalmi múlttal, és magával Bismarckkal kapcsolatban a német lakosság, illetőleg a német politika erősen megosztott. (A baloldal ellenszenve tulajdonképpen érthető, hiszen Bismarck nyíltan kimondta: művének a lengyelek és a katolikusok (a nem-protestáns német Dél) mellett a szocialistákat és a szabadgondolkodókat tekinti legnagyobb ellenségeinek.)
Mindenesetre azokon a közvéleménykutatásokon, amikor is a németeket arról kérdezik, hogy ki volt "minden idők legnagyobb német történelmi személyisége", Otto von Bismarck, a Németországot egyesítő "Vaskancellár" rendre az élbolyban végez.
Otto von Bismarck tiszteletére két nagy német hadihajót neveztek el, az 1900-ben szolgálatba állított 10 690 tonna sztenderd vízkiszorítású SMS Fürst Bismarck páncélos cirkálót, és az 1940-ben elkészült 41 700 tonna sztenderd vízkiszorítású Bismarck csatahajót. Bismarck nevét több kereskedelmi hajó is viselte.

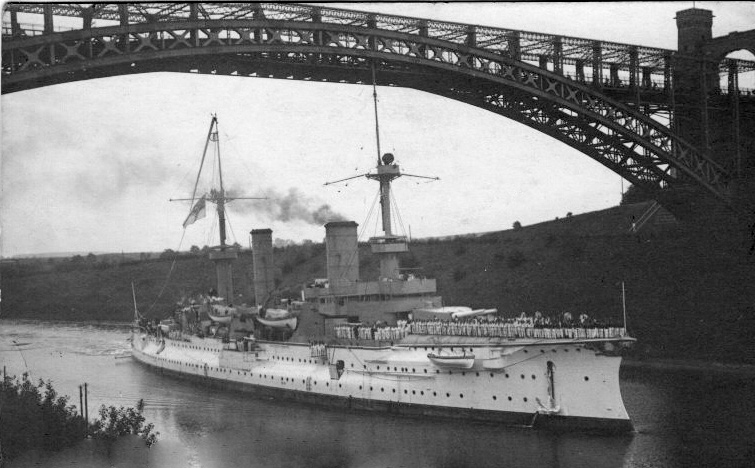
Az SMS Fürst Bismarck páncélos cirkáló 1909-ben
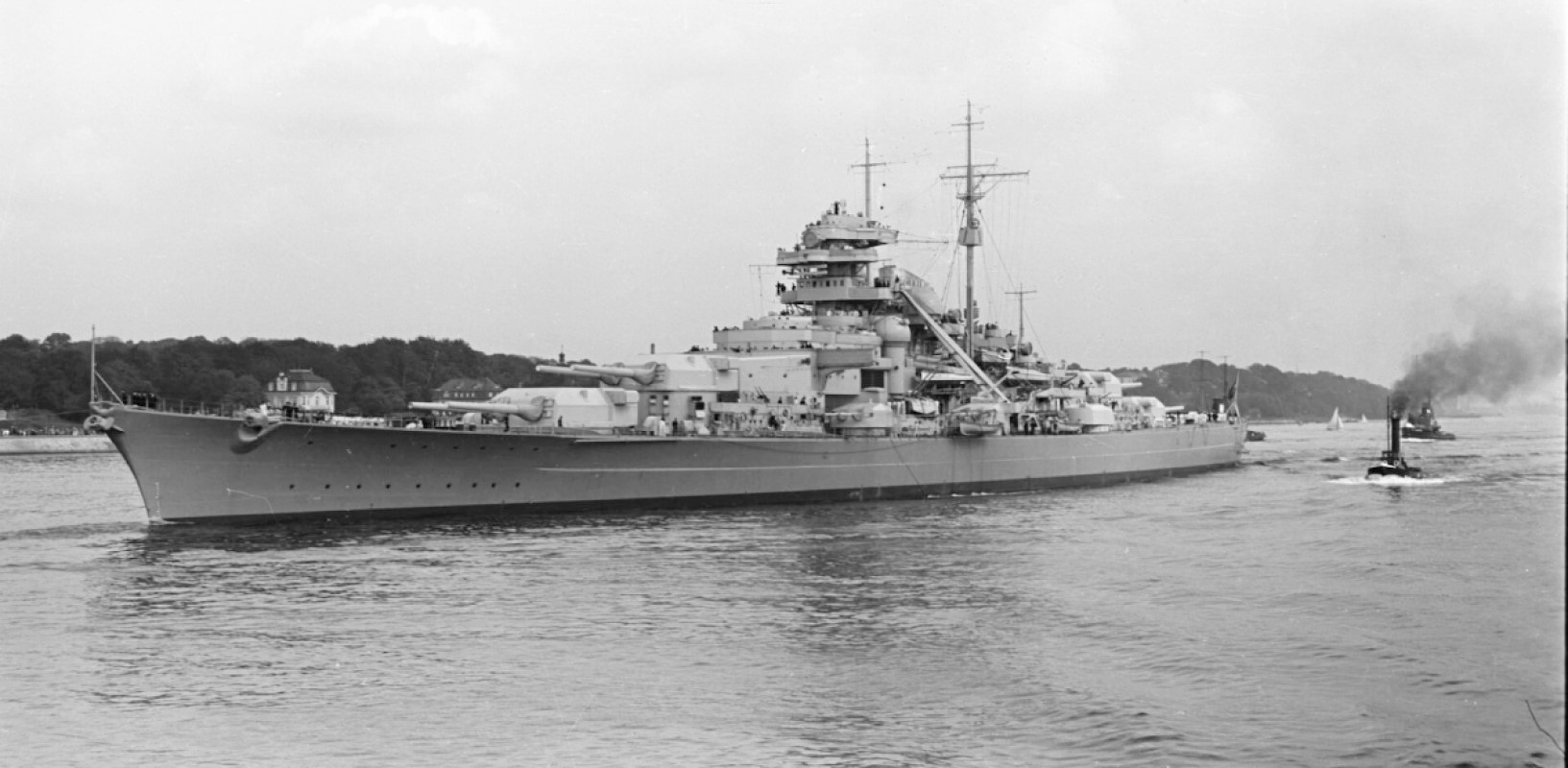
A Bismarck német csatahajó 1940-ben

## Gyakran idézett mondásai
- A törvények olyanok, mint a kolbász. Jobb ha nincs ott az ember, amikor készülnek.[3]
- A történelem nagy kérdéseit nem határozatokkal, hanem vassal meg vérrel döntik el.[1]
- Sohasem hazudnak annyit, mint választás előtt, háború alatt és vadászat után.[1]

## Film róla

A Bismarck-film (1940) főcíme

1940-ben Bismarck címmel filmet készítettek életéről és küzdelmeiről Wolfgang Liebeneiner rendezésében, Paul Hartmann, Friedrich Kayßler és Lil Dagover főszereplésével.
Bismarck kifejezetten hálás téma volt a hitleri időkben: az erőskezű, a német egységet tűzzel-vassal megteremtő államférfi története, aki nem hátrál meg, ha céljai eléréséről van szó, propagandaértékkel is bírt. A rezsimmel rokonszenvezők könnyen párhuzamot vonhattak a „vaskancellár” és a szintén a háború útjára lépett Hitler között. (A Bismarck című film a Harmadik Birodalom filmiparának második legnézettebb filmje lett; csak a Nagy Frigyesről készült produkció tudta megelőzni.)
A film a königgrätzi csatában aratott porosz győzelemig követi nyomon Bismarck életét. Pontosabban: a legutolsó jelenetben Bismarckot akkor láthatunk, amikor III. Napóleon legyőzését követően a versailles-i palota tükörtermében kikiáltják a Német Császárságot. Ugyanúgy, ahogyan Anton von Werner híres festményén, Bismarck az események középpontjában áll fehér uniformisában, mint az a személy, aki ezt a hatalmas diplomáciai és katonai sikert rengeteg, következetesen elvégzett, sok áldozattal és lemondással járó munkával kivívta.